# Правец 8С
„Правец 8С“ е модел български персонален компютър и представител на серията 8-битови компютри, започната с Правец 82. Правец 8С по същество е нова версия на предшественика си Правец 8А, която едновременно разполага с по-добри спецификации, но и се разделя с някои елементи с цел постигане на по-ниска пазарна цена. Представен през 1989 година, от модела се произвеждат около 50 000 бройки годишно, като по-голямата част от тях са предназначени за износ в СССР. Производството му е спряно през 1994 година.

Правец 8C спокойно може да се счита за най-модерния 8-битов компютър произведен в България. Използва оптимизирана дънна платка по-малка от тази на предшестващите го компютри, която разполага с два контролера за флопидискови устройства и контролер за принтер. Налице е и модерният по онова време порт за свързване на джойстик, както и RGB порт за свързване с цветен монитор или телевизор. Разполага със 128 KB вградена в дънната платка RAM памет, 16KB ROM и едноядрен процесор на име СМ630Р с тактова честота от 1MHz. Персоналният компютър използва и видео карта българско производство Текст 80, която е осигурявала гладка работа с минимално забавяне. 
По отношение на дизайна, Правец 8С е почти идентичен с предшестващите го модели Правец 8М и Правец 8А. Клавиатурата му вече има по-модерна правилна форма с три нови индикатора вдясно обозначаващи Power, Caps Lock и C/L Lock. Бутоните със стрелки вече са четири, а не два, като всички бутони имат кръстов захват и гумен контакт – тенденция, която продължава и до днес. Компютърът е можел да се намери в два различни варианта: при единия клавиатурата е била изцяло кремава, а при втория се е разчитало на комбинация от сиво и кремаво.

Макар и с революционен за времето си 3.6-сантиметров преден профил, Правец 8С все пак тежи пет килограма и то без завършващия компютърната конфигурация монитор. Корпусът е изработен от здрав материал, като при модели останали и до днес се забелязва минимална промяна в цвета му. 

## Техническа характеристики
| Параметър               | Данни |
| ----------------------- | --- |
| Микропроцесор           | СМ630Р |
| RAM                     | 128 Kb. |
| ROM                     | 16 Kb. |
| Операционна система     | ДОС 3.1, ДОС 3.2, ДОС 3.3, ПроДОС. |
| Дискови устройства      | 1 или 2 флопи дискови устройства 5.25", възможност за управление на хард диск. |
| Разделителна способност | 40x84 (16 цвята), 80x48 (16 цвята), 280x160 пиксела, 280x192 пиксела, 560x192 пиксела (8 цвята) |
| Портове/слотове         | вграден флопи-диск контролер, контролер за принтер, изход за цветен монитор, сериен интерфейс RS232, порт за джойстик, паралелен интерфейс. Позволява включването на хард диск с обем 5MB чрез допълнителен контролер, 3 слота за разширителни платки. |